# Paul Spadafora
Paul Ross Spadafora (* 5. September 1975 in Pittsburgh, Pennsylvania) ist ein US-amerikanischer Profiboxer und ehemaliger Weltmeister der IBF im Leichtgewicht.

## Karriere
Als Amateurboxer siegte er in 75 von 80 Kämpfen. Er ist unter anderem zweifacher Gewinner des Ohio State Fair Tournaments sowie Pittsburgh Golden Gloves Champion der Jahre 1993 und 1994. Im Oktober 1995 gab er in Pittsburgh sein Profidebüt mit einem Punktesieg gegen Steve Maddux.
Er gewann bis Anfang 1999 jeden seiner 26 Kämpfe, davon 13 vorzeitig. Anzumerken sei hier jedoch, dass nur 8 dieser Gegner eine positive Kampfbilanz aufweisen konnten. Die zwei wohl bedeutendsten Siege dieser Aufbauphase erzielte er im Mai 1998 gegen IBO-Weltmeister Amado Cabato und im Januar 1999 gegen den dreifachen WM-Herausforderer Ray Martinez.
Am 20. August 1999 gewann er schließlich in West Virginia mit einem Punktesieg gegen Israel Cardona (31-2), den IBF-Weltmeistertitel im Leichtgewicht. Bis Mitte 2003 verteidigte er den Titel gegen Renato Cornett (30-2), Victoriano Sosa (24-1), Mike Griffith (23-6), Billy Irwin (34-3), Joel Perez (31-4), Angel Manfredy (39-5), Dennis Pedersen (43-1) und Leonard Doroftei (21-0), zudem besiegte er in zwei Nichttitelkämpfen Rodney Jones (23-0) und Charles Tschorniawsky (20-3).
Spadafora legte den Titel anschließend nieder um ab 2004 im Halbweltergewicht weiterzuboxen. Da er in den folgenden Jahren mehrmals mit dem Gesetz in Konflikt kam und auch ins Gefängnis musste, blieb seine Kampfanzahl bescheiden. 2004 besiegte er noch Ruben Galvan (20-4) und Francisco Campos (18-0), ehe er erst Ende 2006 wieder in den Ring steigen konnte und dabei Frankie Zepeda (16-3) schlug. 2007 bestritt er nur einen einzigen Kampf, den er nach Punkten gegen Oisin Fagan (17-3) aus Irland gewinnen konnte. Bis 2013 folgten Siege unter anderem gegen Jermaine White (17-3), Ivan Fiorletta (24-5), Humberto Toledo (41-7) und Solomon Egberime (22-3), wobei er Nordamerikanischer Meister der NABF wurde.
Am 30. November 2013 boxte er um die interime Weltmeisterschaft der WBA, erlitt dabei jedoch eine knappe Punktniederlage gegen Johan Perez (17-1) aus Venezuela. Im Juli 2014 besiegte er den zweifachen WM-Herausforderer Héctor Velázquez aus Mexiko.

## Weiteres
Spadafora wuchs in McKees Rocks auf und besuchte die Sto-Rox High School. Sein älterer Bruder Harry (* 1971) war ebenfalls Boxer.
1999 wurde Paul Spadafora der erste Boxweltmeister aus Pittsburgh seit 1941, als damals Fritzie Zivic den Titel gegen Henry Armstrong gewinnen konnte. 2011 fand er Aufnahme in die Pennsylvania Golden Gloves Hall of Fame.
Bekanntheit erlange Spadafora auch für zahlreiche Gesetzesverstöße, die mehrfach zu seiner Verhaftung und auch Gefängnisaufenthalt führten. 1994 wurde er als Beifahrer in einem Wagen seines Freundes von der Polizei angeschossen, als dieser zu fliehen versuchte. 1995 wurde er als noch Minderjähriger wegen Trunkenheit verhaftet. 2000, 2003, 2004 und 2011 folgten Verhaftungen und Verurteilungen wegen ungebührlichen Verhaltens, Trunkenheit in der Öffentlichkeit, Verstoßes gegen Bewährungsauflagen, Drogeneinnahme und Fahrens unter Alkoholeinfluss.
2003 schoss er während eines Streits auf seine schwangere Freundin und wurde 2005 wegen versuchten Mordes zu 21 bis 60 Monaten Haft verurteilt. Nach dem Besuch eines Bootcamps, wurde er bereits im April 2006 entlassen.